# Абасылах (приток Лены)
Абасылах (устар. Абаасылаах; якут. Абааһылаах) — река в Кобяйском улусе Якутии, левый приток реки Лена.

## Описание
Длина Абасылаха составляет 39 км. Ширина реки перед впадением — 12 метров, глубина — 1,2 м, грунт дна — песчаный. Течёт в общем направлении с запада на восток, в верховьях с некоторым уклоном к югу, в низовьях — с возрастающим уклоном к северу. На многих участках русло меандрирует, меандры особенно выражены перед устьем. По течению образует несколько небольших озёр. Значительных притоков не имеет.
Абасылах берёт начало в болоте, примерно в 5—6 километрах восточнее озера Билилях, где два пропадающих истока вливаются в общее русло на высоте 106 м над уровнем моря. Проходит по лесистым (лиственница, сухостой) и поросшим кустарникам местностям, местами заболоченным. Впадает в Лену на высоте около 50 м через протоку Кунгкябир. Точка впадения расположена в 1086 км от устья Лены, немного ниже подхода Вилюя.

## Данные водного реестра
По данным государственного водного реестра России относится к Ленскому бассейновому округу, водохозяйственный участок реки — Лена от впадения реки Вилюй до в/п ГМС Джарджан, речной подбассейн реки — Лена ниже впадения Вилюя до устья. Речной бассейн реки — Лена.
Код объекта в государственном водном реестре — 18030900112117500001369